# Diecéze elbląžská
Diecéze elbląžská (latinsky Dioecesis Elbingensis, polsky Diecezja elbląska) je  římskokatolická diecéze v Polsku, se sídlem v Elblągu, kde se nachází katedrála sv. Mikuláše. Je součástí varmijské církevní provincie, je tudíž sufragánní vůči varmijské arcidiecézi. 

## Stručná historie
V rámci reorganizace polské diecézní struktury papež Jan Pavel II. vydal dne 25. března 1992 bulu Totus Tuus Poloniae populus, kterou mj. zřídil diecézi elbląžskou jako sufragánní vůči varmijské arcidiecézi. Pod její správu se dostala oblast částí diecézí varmijské, chulmské a gdaňské.